# Linaria vulgaris
La linajola comune (nome scientifico Linaria vulgaris Mill., 1768) è una pianta appartenente alla famiglia delle Plantaginaceae.

## Etimologia
Il nome generico (Linaria) deriva da un nome latino per il lino (linone) e si riferisce alla somiglianza delle foglie di alcune specie di questo genere a quelle della specie Linum usitatissimum. L'epiteto specifico (vulgaris) significa "comune".
Il nome scientifico della specie è stato definito dal botanico scozzese Philip Miller (Chelsea, 1691 – Chelsea, 18 dicembre 1771) nella pubblicazione "Gardeners Dictionary, Edition 8. London ed. 8. n. 1." del 1768.

## Descrizione

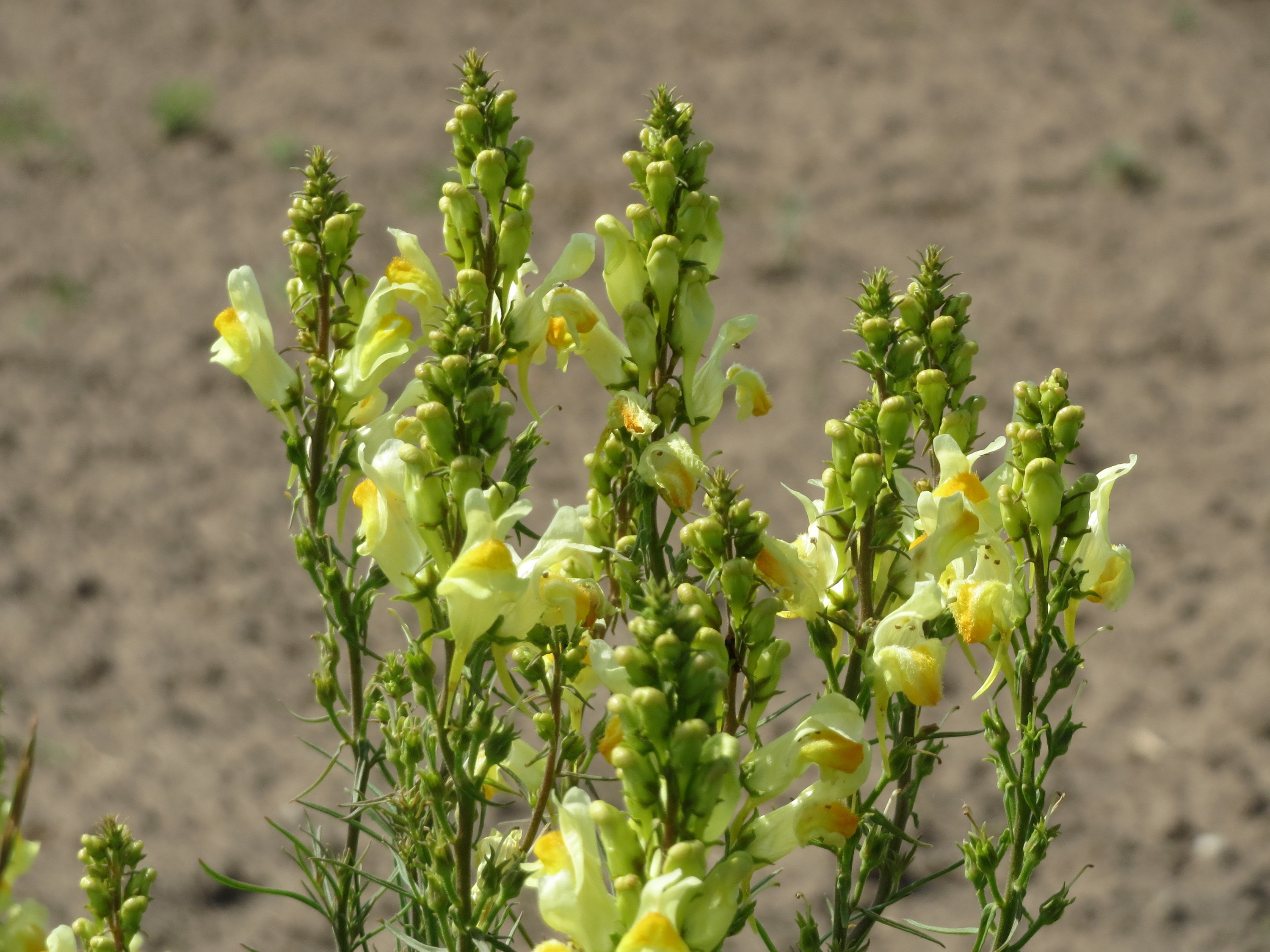
Il portamento

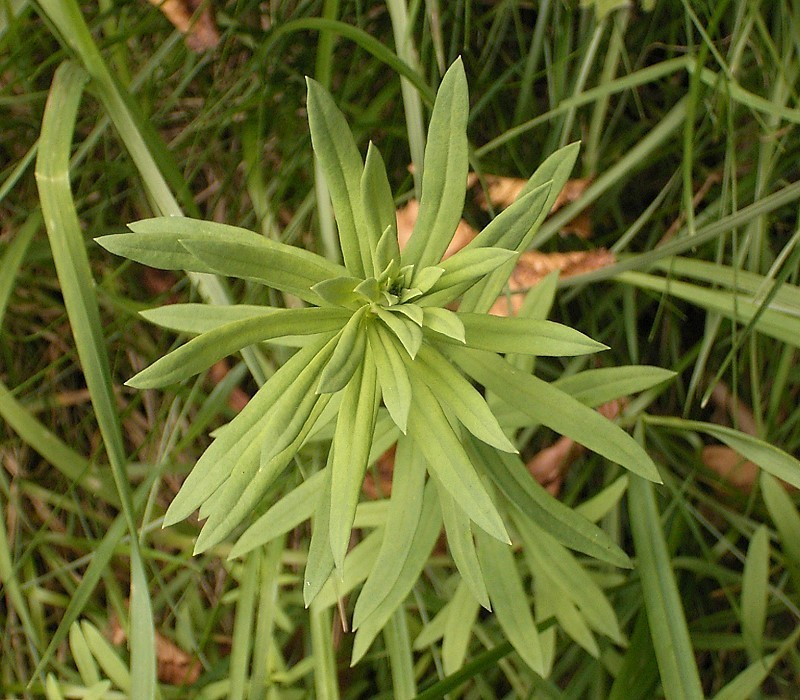
Le foglie

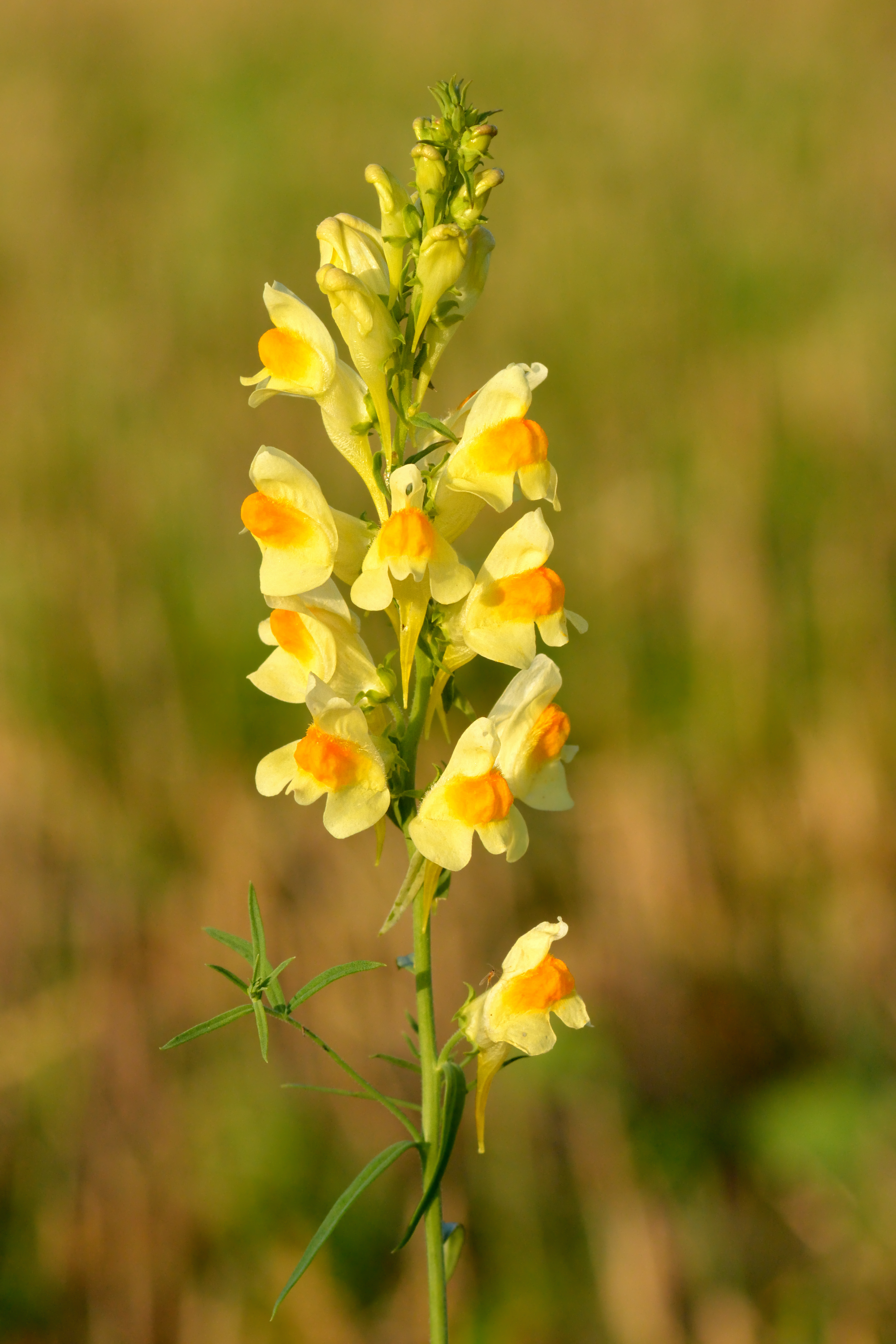
Infiorescenza

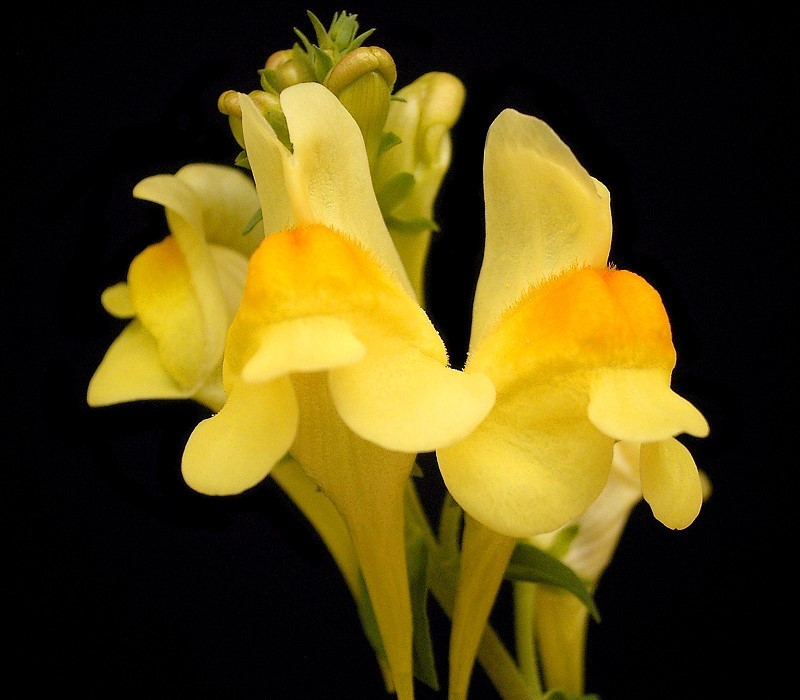
I fiori

Queste piante arrivano ad una altezza di 3 - 8 dm. La forma biologica è emicriptofita scaposa (H scap), ossia in generale sono piante erbacee, a ciclo biologico perenne, con gemme svernanti al livello del suolo e protette dalla lettiera o dalla neve e sono dotate di un asse fiorale eretto e spesso privo di foglie. Per queste piante sono state individuate anche altre forme biologiche: geofita rizomatosa (G rhiz), sono piante perenni erbacee che portano le gemme in posizione sotterranea; durante la stagione avversa non presentano organi aerei e le gemme si trovano in organi sotterranei come bulbi, tuberi e rizomi, fusti sotterranei dai quali, ogni anno, si dipartono radici e fusti aerei. È una pianta robusta e senza pretese, spesso è considerata come una pianta infestante a dispetto del suo aspetto decorativo.

### Radici
Le radici sono secondarie da rizoma.

### Fusto
- Parte ipogea: a volte è presente un rizoma gracile e strisciante.
- Parte epigea: la parte aerea del fusto è eretta e ramosa. I fusti alla base possono essere lignificati. La parte apicale a volte è pelosa-ghiandolosa.

### Foglie
Le foglie lungo il fusto sono numerose e disposte in modo alterno. Quelle basali, raramente, sono raggruppate in verticilli di 4 foglie. La lamina ha una forma lineare (la larghezza massima generalmente è verso l'apice) con apice acuto. La nervatura è uninervia. Dimensione della lamina: larghezza 1 - 1,5 mm; lunghezza 35 – 50 mm. (raramente raggiungono i 45 – 60 mm di lunghezza).

### Infiorescenza
Le infiorescenze sono dei densi racemi allungati. Il rachide (l'asse fiorale) è glabro oppure con peli ghiandolari. I fiori sono peduncolati. Nell'infiorescenza possono essere presenti delle piccole brattee fogliacee con forme da lineari a strettamente lanceolate. Lunghezza del peduncolo: 2 – 8 mm.

### Fiore
- I fiori sono ermafroditi, zigomorfi e tetraciclici (ossia formati da 4 verticilli: calice– corolla – androceo – gineceo) e tetrameri (i verticilli del perianzio hanno 4 elementi). Dimensione del fiore: 25 – 30 mm.
- Formula fiorale:

X o * K (4-5), [C (4) o (2+3), A 2+2 o 2], G (2), capsula.
- Il calice, tuboloso-campanulato, più o meno attinomorfo e gamosepalo, è formato da cinque profonde lacinie subuguali. Il calice all'esterno è glabro, mentre all'interno può essere scarsamente peloso-ghiandolare. Dimensione delle lacinie: 2 – 3 mm.
- La corolla, gamopetala e tubolare è del tipo bilabiato, ed è completamente chiusa da un rigonfiamento del labbro superiore (corolla personata). Inoltre uno sperone (con dimensioni minori rispetto al resto della corolla) leggermente curvo è presente all'altezza delle fauci della gola della corolla in posizione abassiale.[15] In particolare il labbro posteriore (superiore) è eretto ed è formato da due petali con apici acuti, l'anteriore (inferiore) da tre petali riflessi. All'altezza della gola può essere presente una pubescenza arancione. Il colore della corolla è giallo. Dimensione della corolla: 25 – 30 mm. Lunghezza dello sperone: 9 – 12 mm.
- L'androceo è formato da 4 stami didinami tutti fertili. I filamenti sono adnati alla base della corolla e sono inclusi o poco sporgenti. Le antere sono formate da due teche distinte e divaricate e formano una struttura simile ad un anello. La deiscenza è longitudinale attraverso due fessure. I granuli pollinici sono tricolpoporati. Il nettare si trova nello sperone e può essere raggiunto solamente dagli insetti che riescono a entrare nelle fauci chiuse dal rigonfiamento del labbro superiore.
- Il gineceo è bicarpellare (sincarpico - formato dall'unione di due carpelli connati). L'ovario è supero con placentazione assile e forma da ovoidi a subglobose. Gli ovuli per loculo sono numerosi, hanno un solo tegumento e sono tenuinucellati (con la nocella, stadio primordiale dell'ovulo, ridotta a poche cellule).[16] Lo stilo ha uno stigma capitato intero.
- Fioritura: da (maggio) giugno a ottobre.

### Frutti
Il frutto è una capsula ovoide. I semi, numerosi, hanno delle forme appiattite (sono dei discoidi con un'ala membranosa). Al momento della maturazione i semi fuoriescono da due fori (opercoli) che si aprono nella parte superiore del frutto (capsula porocida). Dimensione della capsula: 5 x 6 – 10 mm. Dimensione dei semi: 2 – 3 mm (l'ala è lunga 0,5 – 1 mm).

## Riproduzione
- Impollinazione: l'impollinazione avviene tramite insetti (impollinazione entomogama) quali imenotteri, lepidotteri o ditteri o il vento (impollinazione anemogama).[17]
- Riproduzione: la fecondazione avviene fondamentalmente tramite l'impollinazione dei fiori (vedi sopra).
- Dispersione: i semi cadendo (dopo aver eventualmente percorso alcuni metri a causa del vento - dispersione anemocora) a terra sono dispersi soprattutto da insetti tipo formiche (disseminazione mirmecoria).

## Distribuzione e habitat

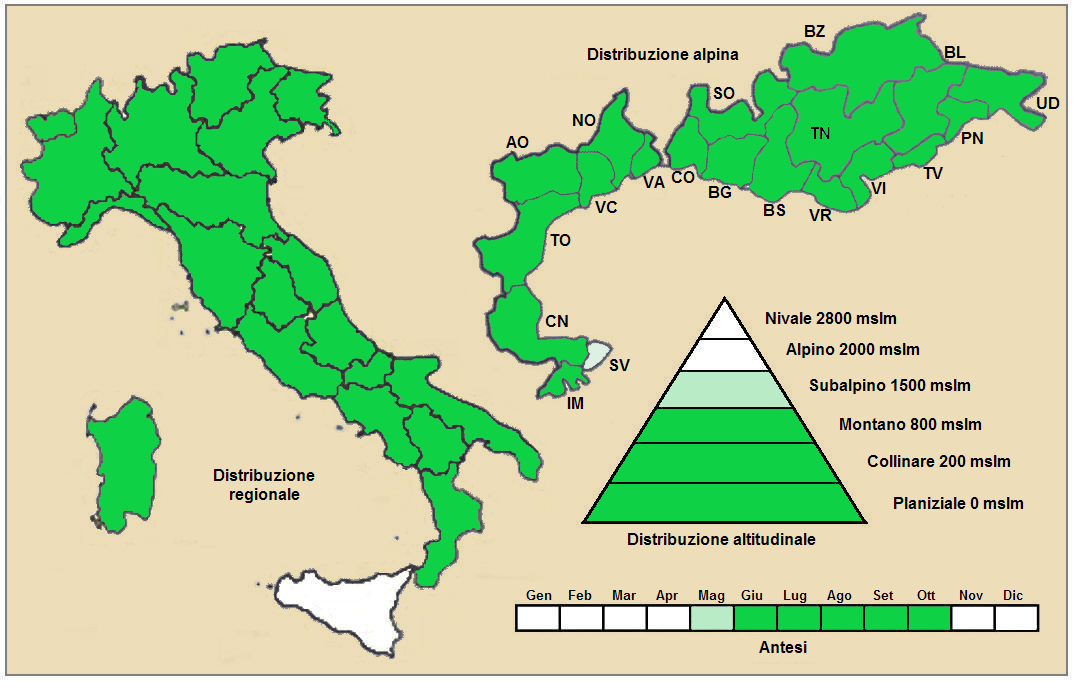
Distribuzione della pianta
(Distribuzione regionale – Distribuzione alpina)

- Geoelemento: il tipo corologico (area di origine) è Eurasiatico o anche Eurosiberiano.
- Distribuzione: in Italia è una specie comune e presente ovunque (Sicilia esclusa). Nelle Alpi è presente su entrambi i versanti (nord-sud). Sugli altri rilievi europei collegati alle Alpi si trova nella Foresta Nera, Vosgi, Massiccio del Giura, Massiccio Centrale, Pirenei, Alpi Dinariche, Monti Balcani e Carpazi.[11] È comune nel resto dell'Europa e nelle fasce temperate asiatiche (Cina e Corea[12]).[19]
- Habitat: l'habitat tipico per questa pianta sono gli incolti (ma anche le colture), i ruderi, le macerie e le massicciate. Il substrato preferito è calcareo ma anche siliceo con pH neutro, medi valori nutrizionali del terreno che deve essere secco.[11]
- Distribuzione altitudinale: sui rilievi queste piante si possono trovare fino a 1.500 m s.l.m. (in Cina fino a 2.200 m s.l.m.[12]); frequentano quindi i seguenti piani vegetazionali: collinare, montano e in parte quello subalpino (oltre a quello planiziale – a livello del mare).

### Fitosociologia
Dal punto di vista fitosociologico alpino Linaria vulgaris appartiene alla seguente comunità vegetale:
- Formazione: delle comunità perenni nitrofile

- Classe: Artemisietea vulgaris

- Ordine: Onopordetalia acanthii

## Tassonomia
La famiglia Plantaginaceae comprende 12 tribù, 105 generi e oltre 1 800 specie. Il genere della specie di questa voce appartiene alla tribù Antirrhineae e si compone di oltre 150 specie distribuite dal Nord America, Europa e Asia.
La specie Linaria vulgaris fino a poco tempo fa era circoscritta alla famiglia Veronicaceae o Scrophulariaceae a seconda dei vari Autori. L'attuale posizione tassonomica è stata realizzata con i nuovi sistemi di classificazione filogenetica (classificazione APG).
Il numero cromosomico di L. vulgaris è: 2n = 12.

### Filogenesi
Tradizionalmente le due dozzine di specie della flora spontanea italiana vengono suddivise in quattro sezioni (Cymbalaria, Elatinoides, Linariastrum e Chaenarrhinum). La specie di questa voce è inclusa nella sezione Linarisatrum caratterizzata da foglie sessili e con lamine penninervie, da fiori raccolti in nudi racemi terminali e da corolle con fauci completamente ostruite da un palato prominente.
Classificazioni più recenti assegnano la specie di questa voce alla sect. Linaria caratterizzata da piante a ciclo riproduttivo perenne con stigma intero, semi discoidi (compressi lateralmente) e provvisti di ali. Attualmente in base alle ultime ricerche di tipo filogenetico le specie del genere Linaria sono distribuite in 6 cladi. La specie L. vulgaris si trova all'interno del quinto clade (denominato "E") che insieme al sesto clade (denominato "F") formano un "gruppo fratello" e rappresentano il "core" del genere.

### Variabilità e sottospecie
Per questa specie sono indicate le seguenti sottospecie:
- Linaria vulgaris subsp. arenosa Tzvelev, 1985
- Linaria vulgaris subsp. sinensis (o chinensis)  (Debeaux) D.Y. Hong, 1979 - Distribuzione: Cina (le foglie sono lineari e mono-venate; la larghezza dei lobi del calice è minore di 1,5 mm; all'interno il calice è peloso).
- Linaria vulgaris subsp. acutiloba  (Fischer ex Reichenbach) D. Y. Hong, 1979 - Distribuzione: Mongolia e Russia (le foglie sono da lineari-lanceolate a lanceolate e tri-venate; la larghezza dei lobi del calice è maggiore di 1,5 mm; all'interno il calice è subglabro).
- Linaria vulgaris subsp. perrieri (Rouy) Rouy, 1910 - Distribuzione: Francia.

Nell'areale del Mediterraneo si può trovare una varietà con fiori più grandi e colori più intensi. Tale varietà, indicata con la denominazione di Linaria speciosa Ten., 1836, attualmente è in via di riconoscimento.

### Sinonimi
Questa entità ha avuto nel tempo diverse nomenclature. L'elenco seguente indica alcuni tra i sinonimi più frequenti:
- Antirrhinum commune Lam.
- Antirrhinum genistifolium  Lapeyr.
- Antirrhinum glandulosum  Lej.
- Antirrhinum linaria  L.
- Antirrhinum linaria var. peloria  With.
- Antirrhinum linarioides  L.
- Antirrhinum ochroleucum  Salisb.
- Linaria linaria  (L.) H.Karst
- Linaria vulgaris var. communis  Krylov
- Linaria vulgaris f. peloria  (With.) Rouleau
- Linaria vulgaris f. vulgaris
- Peloria linaria  (L.) Raf.

## Usi
Contiene flavone e può essere utilizzata come pianta medicinale, tanto che viene chiamata di tanto in tanto erba strega.
Altre proprietà curative riconosciute dalla medicina popolare sono: emollienti, diuretiche e purgative.

## Altre notizie
La linaria comune in altre lingue è chiamata nei seguenti modi:
- (DE)  Gewöhnliches Leinkraut
- (FR)  Linaire vulgaire
- (EN)  Common Toadflax

## Alcune immagini

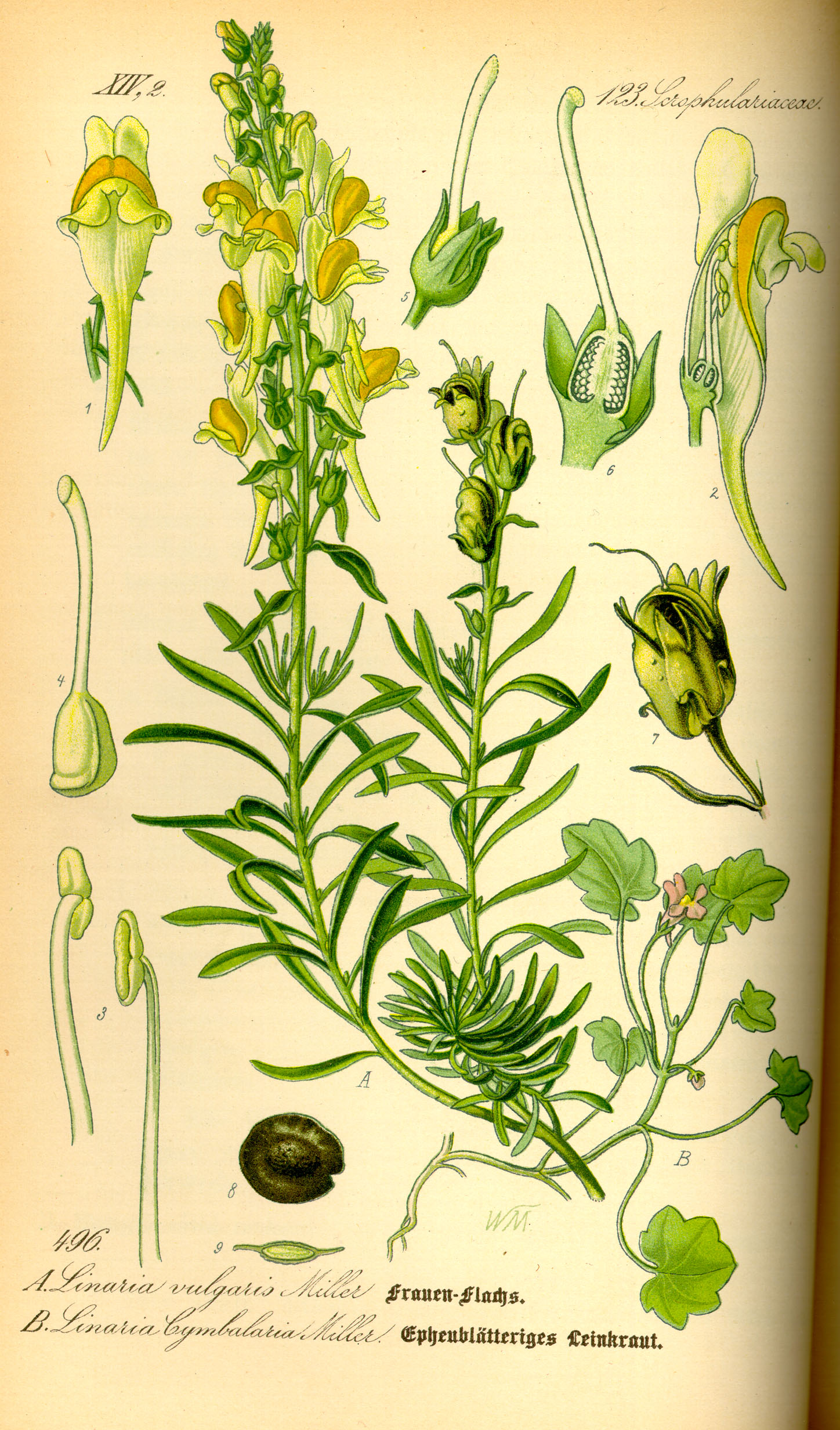
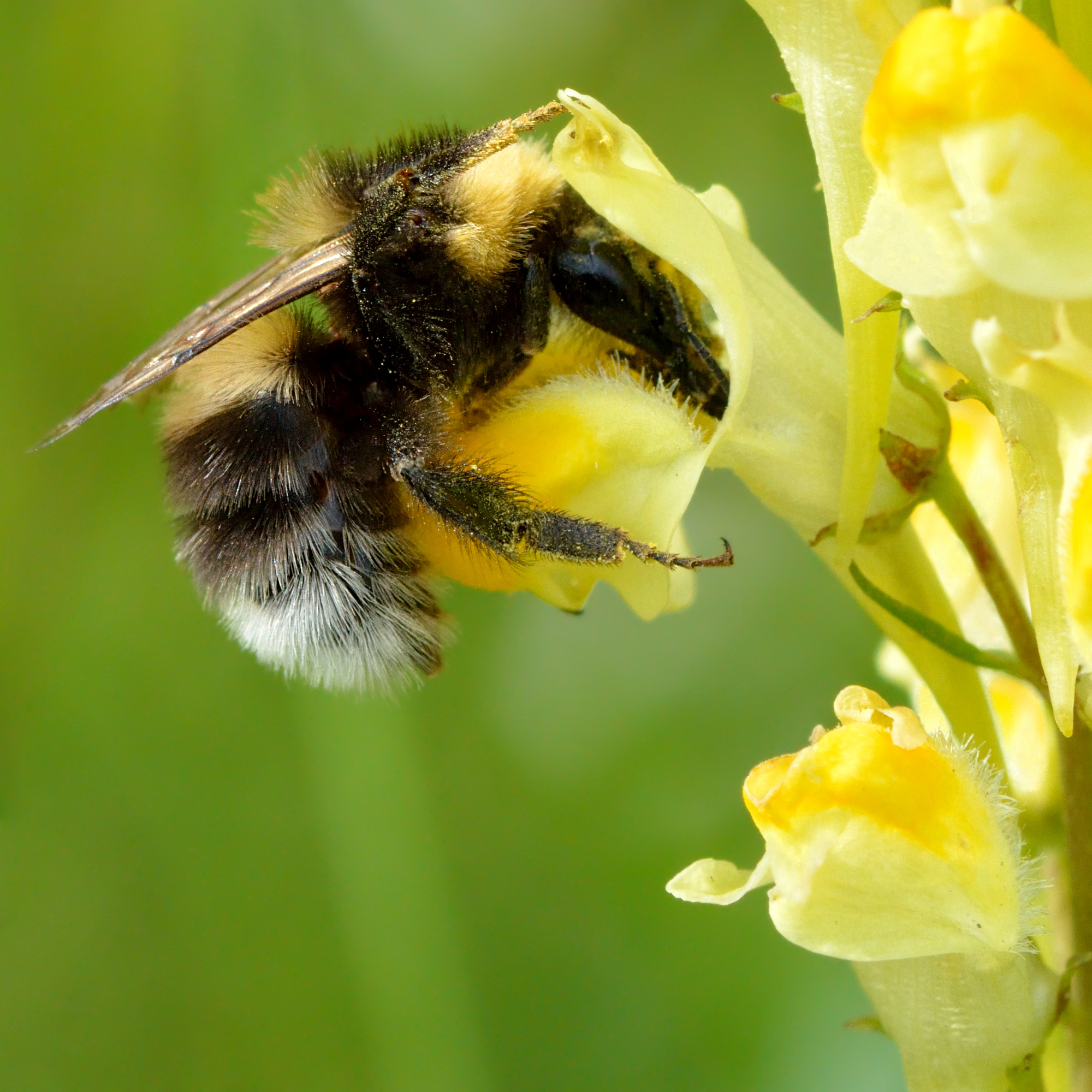
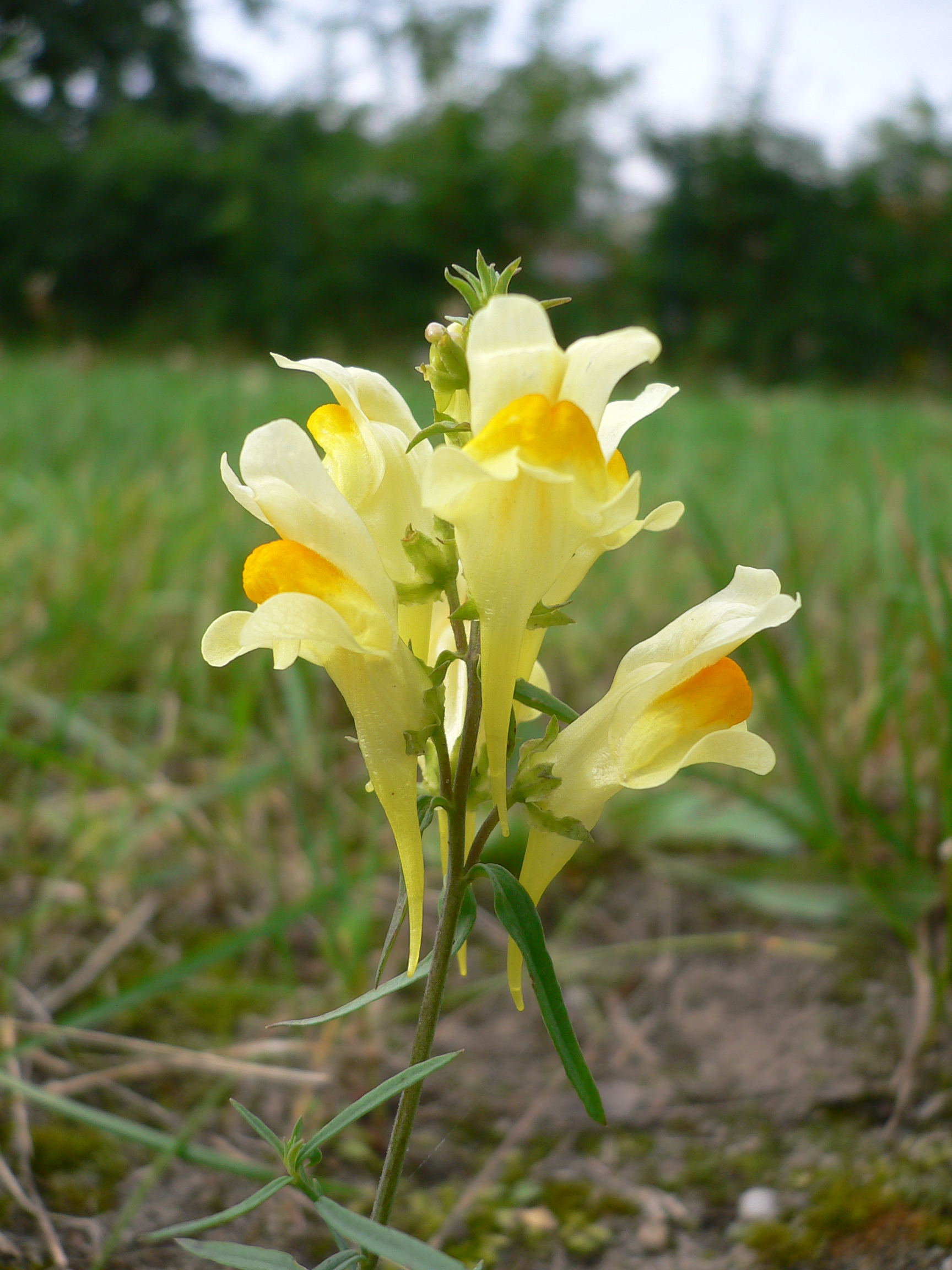
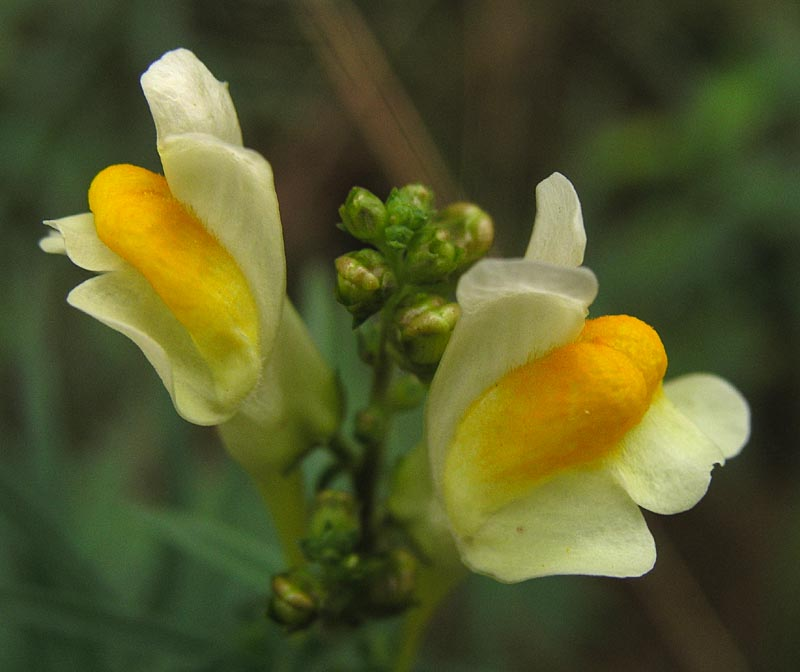